# Alphonse Kirmann
Alphonse Charles Kirmann, né le 15 août 1887 (jour de l'Assomption) à Bischoffsheim en Alsace dans le diocèse de Strasbourg (alors possession allemande) et mort le 25 mars 1955 (jour de l'Annonciation) à Daloa en Côte d'Ivoire (Afrique-Occidentale française), est un missionnaire catholique alsacien, membre de la Société des missions africaines (dite de Lyon) qui fut vicaire apostolique en Côte d'Ivoire. Sous son épiscopat, l'Église catholique y prit un développement considérable.

## Biographie
Né en Alsace, Alphonse Kirmann poursuit ses études primaires et secondaires dans les établissements d'enseignement de la Société des missions africaines où il finit par entrer au séminaire. Il est ordonné prêtre le 10 juillet 1910. Il est envoyé par la Société des missions africaines à Abidjan en Côte d'Ivoire (alors colonie française) qui n'est à cette époque qu'un petit village d'une centaine d'habitants. Ensuite il passe aux postes d'Aboisso, de Bingerville et de Moossou. Il s'engage comme soldat (du côté français) dans la guerre de 1914-1918 sous le nom de Jean Sauveur.
Il est élu conseiller général de la SMA en 1925, mais il préfère retourner en Afrique en 1928. Jules Moury, premier vicaire apostolique de Côte d'Ivoire, l'envoie fonder une mission à Abengourou dans les territoires des Agnis. Il y bâtit école, église, infirmerie et toutes les structures nécessaires, tant et si bien qu'en 1940 on y compte plus de six mille chrétiens. Le P. Kirmann est nommé visiteur de la SMA pour la Côte d'Ivoire. Finalement la Côte d'Ivoire est divisée en deux territoires : Jean-Baptiste Boivin garde la partie orientale à partir d'Abidjan, tandis que la partie occidentale, au-delà du fleuve Bandama, est dévolue à Alphonse Kirmann devenu nouveau vicaire apostolique de Sassandra. Il est sacré par Boivin à Abengourou, le 22 septembre 1940. Malgré les difficultés en ressources et en hommes dues à la guerre, il fonde - en vrai administrateur - de nouveaux postes de mission. Il fonde son siège à Gagnoa qu'il transfère à Daloa, le 18 avril 1947. Il ouvre aussi en 1948 à Daloa un collège secondaire (premier de la sorte en Côte d'Ivoire), qui prolonge l'ancien petit séminaire. Cette mission était au centre d'une région évangélisée depuis les années 1930 par les PP. Bernard Favier et Théodore Tranchant et visitée pour la première fois en 1924 par le P. Mélaine Rougé. Les Sœurs missionnaires de Notre-Dame des Apôtres arrivent à Daloa en 1942.
Usé par l'âge, il démissionne le 18 février 1955 à soixante-sept ans et meurt peu après. Il était arrivé avec 7 800 chrétiens, il laisse en plus du collège de Daloa 120 écoles et 26 000 chrétiens.
Sa devise était Dispensare investigabiles divitias Christi in gentibus. Né le jour de l'Assomption 1887, il mourut le jour de l'Annonciation 1955. Il est inhumé à Daloa. Jean-Marie Étrillard lui succède.